# Liste der denkmalgeschützten Objekte in Weißkirchen an der Traun
Die Liste der denkmalgeschützten Objekte in Weißkirchen an der Traun enthält die denkmalgeschützten, unbeweglichen Objekte der Gemeinde Weißkirchen an der Traun in Oberösterreich (Bezirk Wels-Land).

## Denkmäler
| Foto |                 | Denkmal                                                                            | Standort                                     | Beschreibung | Metadaten |
| ---- | --------------- | ---------------------------------------------------------------------------------- | -------------------------------------------- | --- | --- |
| ja   | Datei hochladen | Pfarrhof HERIS-ID: 38800 Objekt-ID: 38407                                          | Pfarrplatz 1 Standort KG: Weißkirchen        | Nach einem Brand erfolgte Ende des 16. Jahrhunderts der Neubau des Pfarrhofs als zweigeschoßige, schlösschenartige Anlage mit mittlerem Giebelauszug, der 1682 Innen verändert und 1740 um einen hallenförmigen Seitentrakt nach Süden erweitert wurde. Der barocke Seitentrakt wurde jedoch 1984 weitgehend abgetragen, 1982 war bereits der östlich angrenzende Seitentrakt, die Schule von 1596/97, abgetragen worden. | BDA-Hist.: Q37984002 Status: § 2a Stand der BDA-Liste: 2025-06-30 Name: Pfarrhof GstNr.: .30 |
| ja   | Datei hochladen | Klobinger-Kapelle, ehem. Annakapelle HERIS-ID: 99237 Objekt-ID: 115339             | Klobing 3, gegenüber Standort KG: Weyerbach  | Die Kapelle wurde als Stiftung dreier Klobinger Bauern im romanischen Stil errichtet. Der Kapellenform mit Grundriss eines griechischen Kreuzes mit seichten Armen und Zeltdach besitzt eine Lisenengliederung und ein profiliertes Traufgesims. | BDA-Hist.: Q37773887 Status: § 2a Stand der BDA-Liste: 2025-06-30 Name: Klobinger-Kapelle, ehem. Annakapelle GstNr.: 1061                                                                         |
| ja   | Datei hochladen | Kath. Pfarrkirche Mariä Himmelfahrt samt Friedhof HERIS-ID: 52675 Objekt-ID: 60155 | Kirchengasse 4, bei Standort KG: Weißkirchen | Der spätgotische, vierjochige Hallenbau mit eingezogenem Chor und 3/8-Schluss besitzt einen hohen Kirchturm mit neugotischem Helm, ein Satteldach und ein dreijochiges Seitenschiff mit Sakristeianbau. Der frühbarocke Ädikula-Altar aus dem späten 17. Jahrhundert wurde 1969 aus der Filialkirche in Thalheim-Aigen nach Weißkirchen verlegt.                                                                          | BDA-Hist.: Q26236626 Status: § 2a Stand der BDA-Liste: 2025-06-30 Name: Kath. Pfarrkirche Mariä Himmelfahrt samt Friedhof GstNr.: .13, 1 Pfarrkirche Mariä Himmelfahrt (Weißkirchen an der Traun) |